# Федін Володимир Васильович
Володимир Васильович Федін (рос. Владимир Васильевич Федин; нар. 17 серпня 1928, Москва, РРФСР — пом. 13 травня 1996, Москва, Росія) — радянський футболіст та тренер, виступав на позиції нападника.

## Життєпис
Вихованець московського «Динамо». Виступав за клубну динамівську команду і за дубль «біло-блакитних». У 1951-1952 рр. Володимир Федін провів 13 матчів у класі «А» за ризьку «Даугаву».
З 1953 по 1955 роки нападник грав за декілька команд у класі «Б»: «Зеніт» (Калінінград), «Шахтар» (Сталіно) та «Червоне Знамя» (Іваново). Завершив свою кар'єру футболіста в «Шахтарі» з Кадіївки.
Багато років Володимир Федін відпрацював у спортшколі московського «Динамо». Вперше очолив професійний клуб в 1971 році, тоді його команда була целиноградське «Динамо». У 1989 році він тренував самаркандське «Динамо». У 1990-1991 роках Федін входив у тренерський штаб «Динамо-2» (Москва). У 1990 році обіймав посаду начальника команди «Динамо-2».
Помер 13 травня 1996 року в Москві.